# Fietsenrek

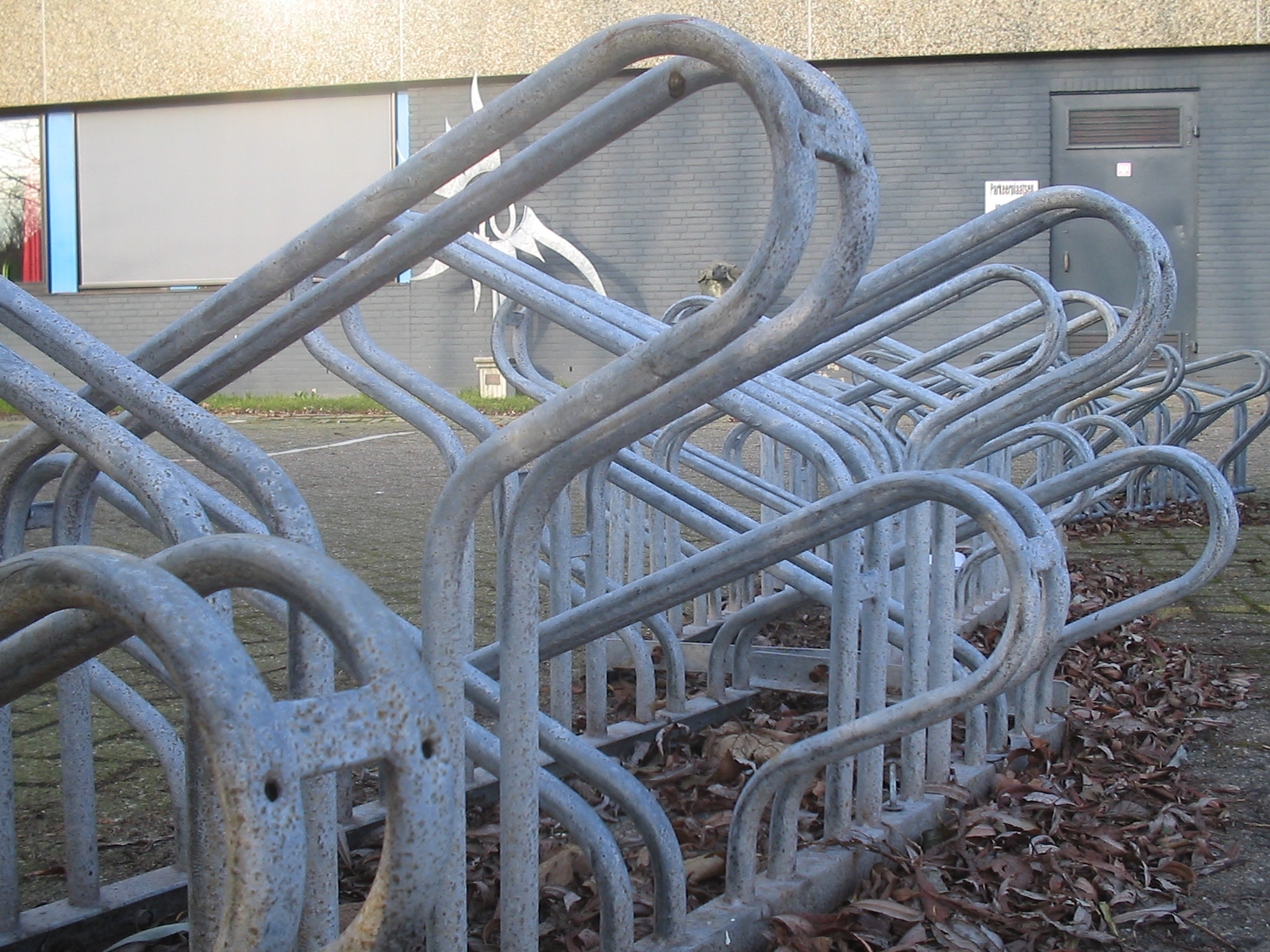
Fietsenrek

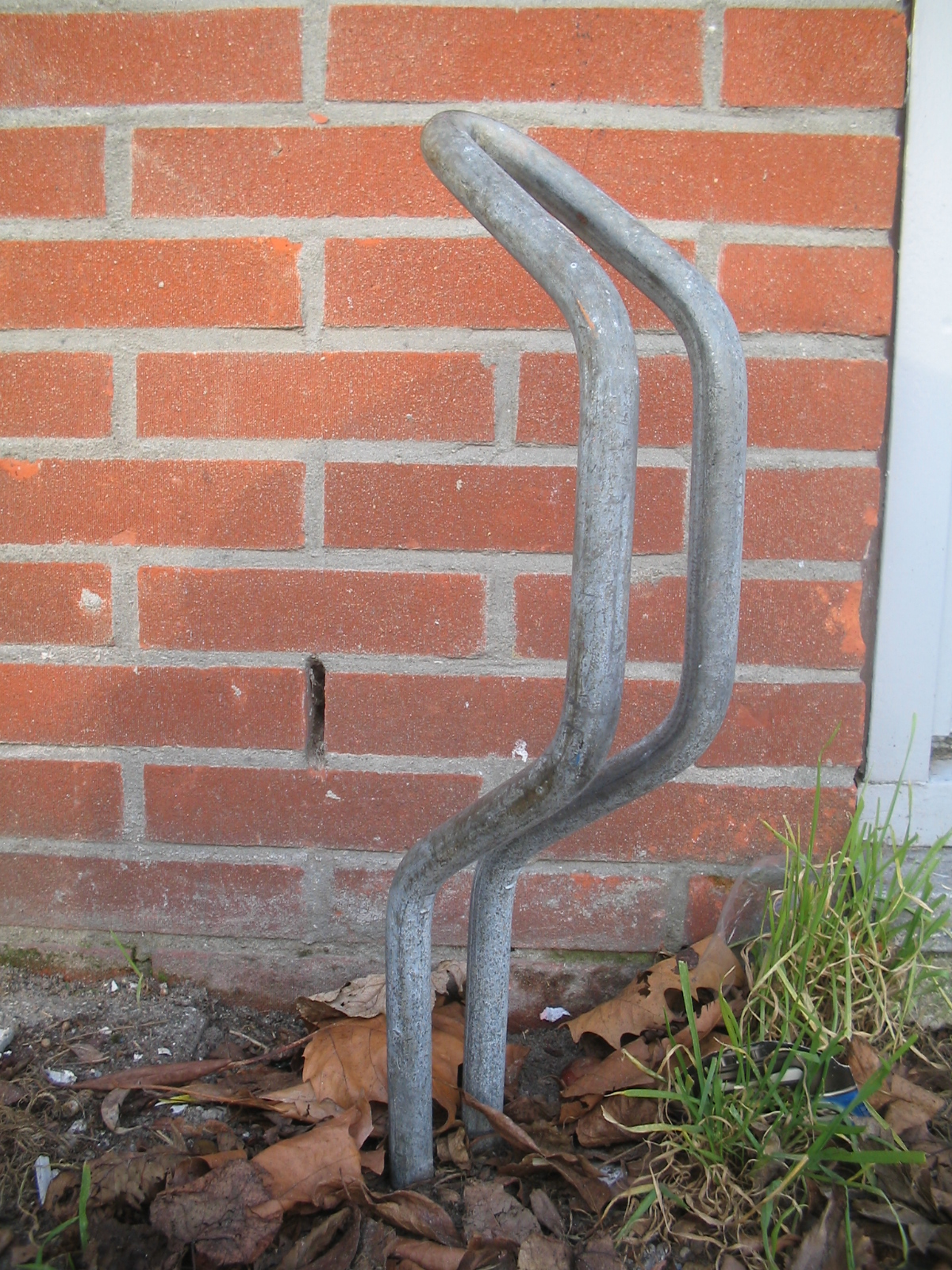
Fietsklem

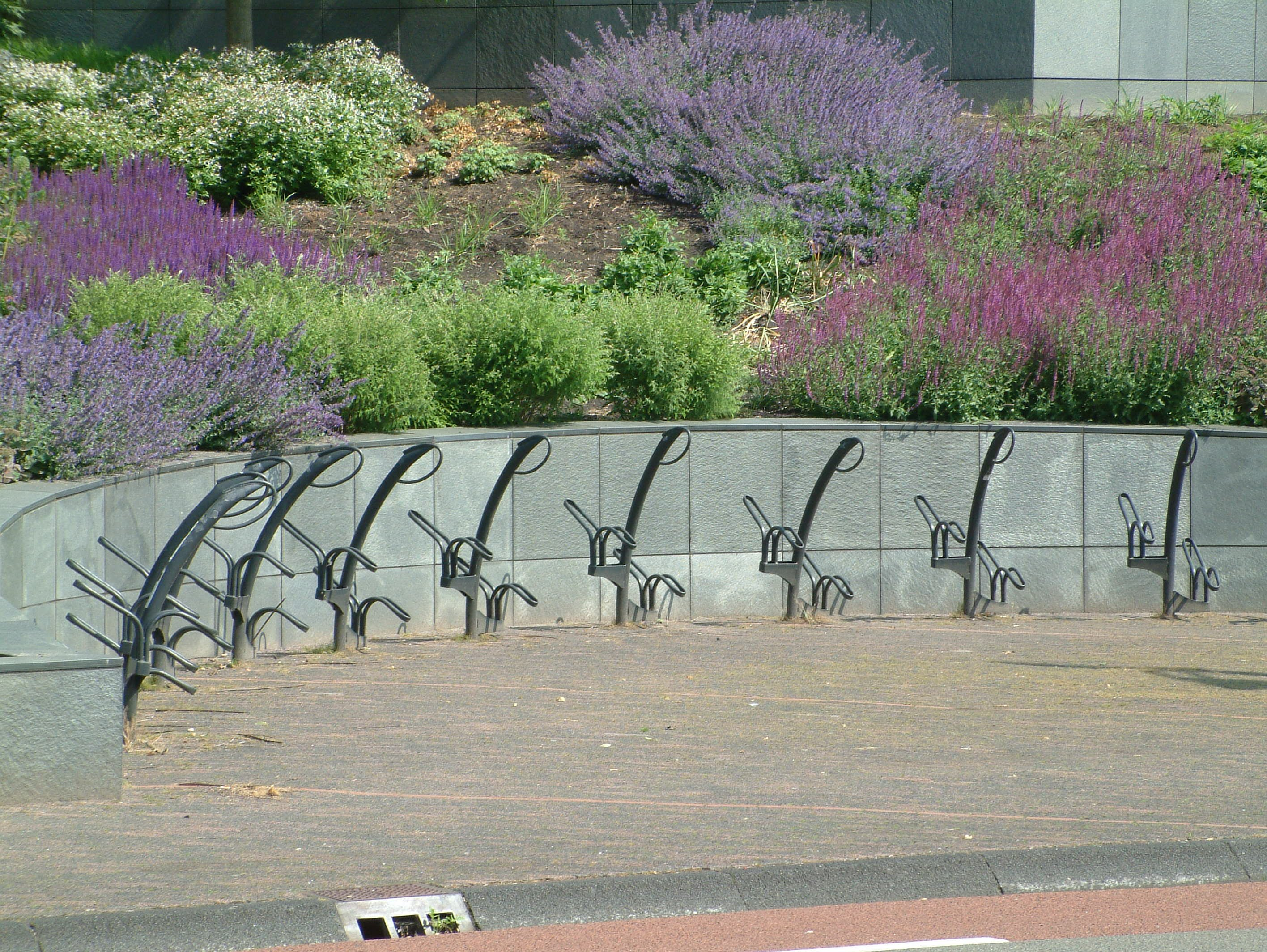
Fietsenrek met beugel

Een fietsenrek is een voorziening voor het parkeren van fietsen. Men vindt ze vaak in winkelcentra en stations.
Wanneer er meerdere fietsen geparkeerd kunnen worden in een enkele constructie spreekt men van een fietsenrek.
De klemmen zijn vaak beurtelings hoog en laag, met de bedoeling dat de sturen van de fietsen niet verward raken. Dit is met wisselend succes, want een stuur kan op verschillende hoogtes gemonteerd zijn. Bovendien zitten er vaak rem- en versnellingskabels aan een stuur die dan verward kunnen raken in het stuur van een andere fiets.

## Fietsklem
Een veel gebruikte constructie voor het plaatsen van een enkele fiets is een fietsklem. De meeste vast geplaatste fietsklemmen zijn ontworpen om het voorwiel van de fiets in te klemmen waardoor de fiets kan blijven staan zonder het gebruik van de op de fiets gemonteerde standaard. De fietsklem kan aan een muur zijn bevestigd (muurklem) of in het trottoir zijn bevestigd. Een andere vorm bestaat uit een gleuf in een tegel. Nadeel daarvan is dat er rommel in blijft zitten als de tegel niet vaak wordt gebruikt. Bij sommige fietsklemmen moet men het voorwiel iets optillen om het in de klem te zetten.
Een erkend nadeel van veel fietsklemmen is dat het wiel kan krombuigen als er tegen de fiets wordt geduwd.
Veel fietsers maken dan ook liever geen gebruik van een fietsklem maar zetten de fiets op de standaard. Zetten ze de fiets op de standaard tussen de fietsen die in een fietsenrek staan, dan wordt de beschikbare ruimte minder efficiënt gebruikt.

## Varianten
Fietsenrekken zijn, vooral in grote steden waar van veel fietsdiefstal sprake is, vaak voorzien van een beugel zodat de fiets met een fietsslot aan iets vasts vastgemaakt kan worden.
Enkele varianten van fietsenrekken zijn:
- rekken waar men het stuur op een haak moet leggen;
- standaards waar men het frame in een 'lasso' vastzet;
- voor racefietsen: een stuk steigerpijp, waar de beugel van de handrem achter gehaakt kan worden.

Andere voorbeelden van fietsparkeersystemen zijn de fietstrommel en het fietsnietje.

## Afbeeldingen

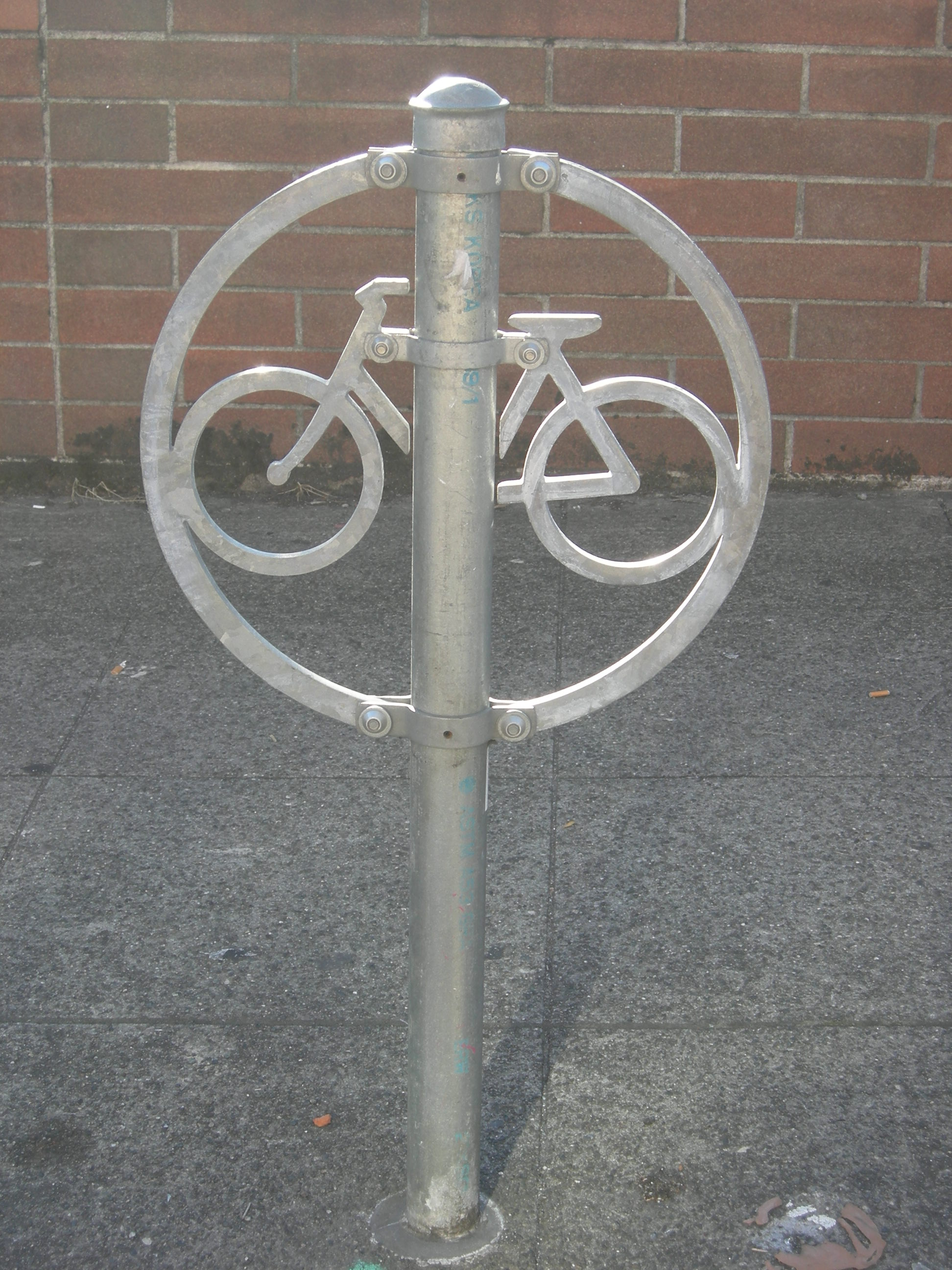
Seattle
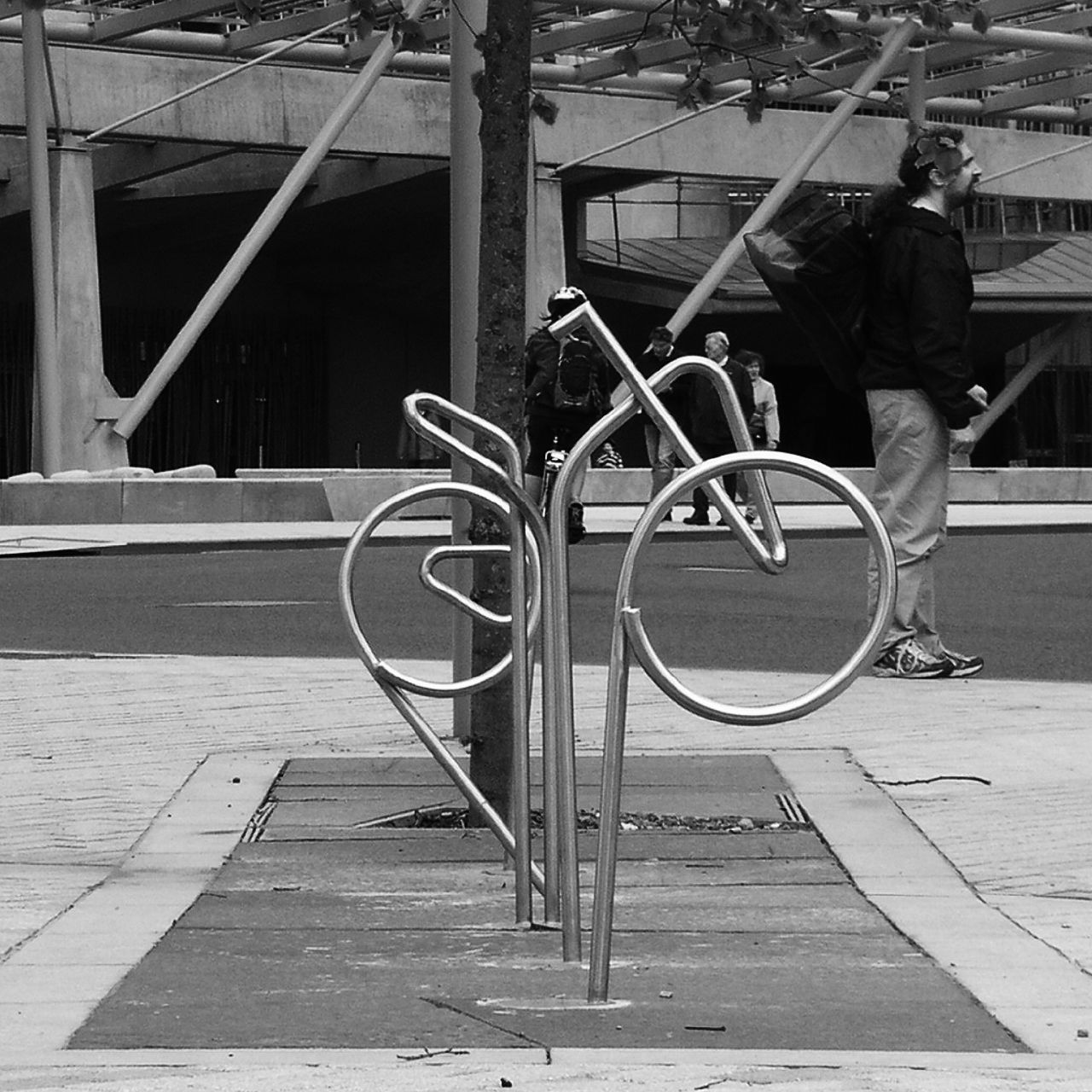
Edinburgh
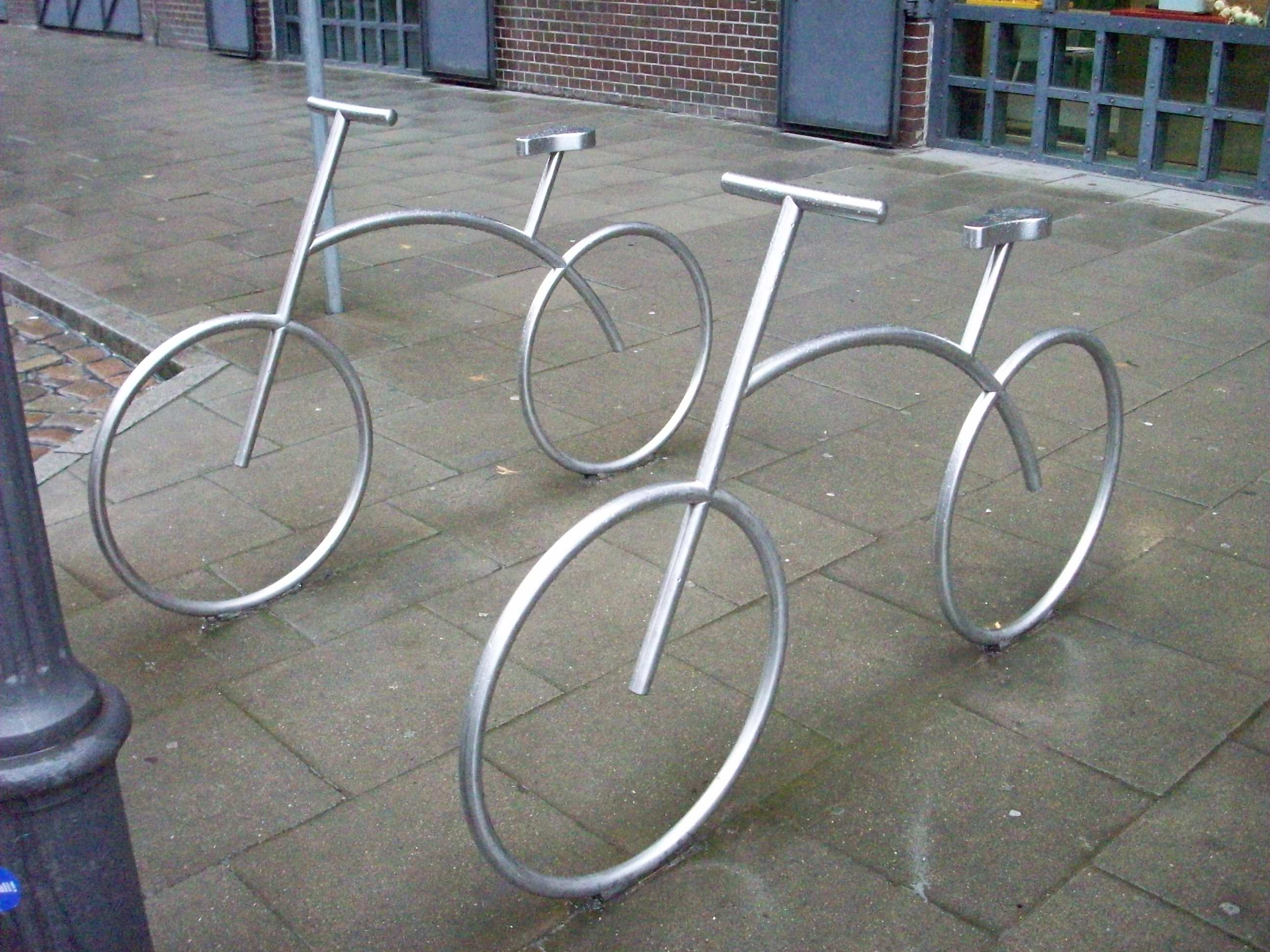
Hamburg
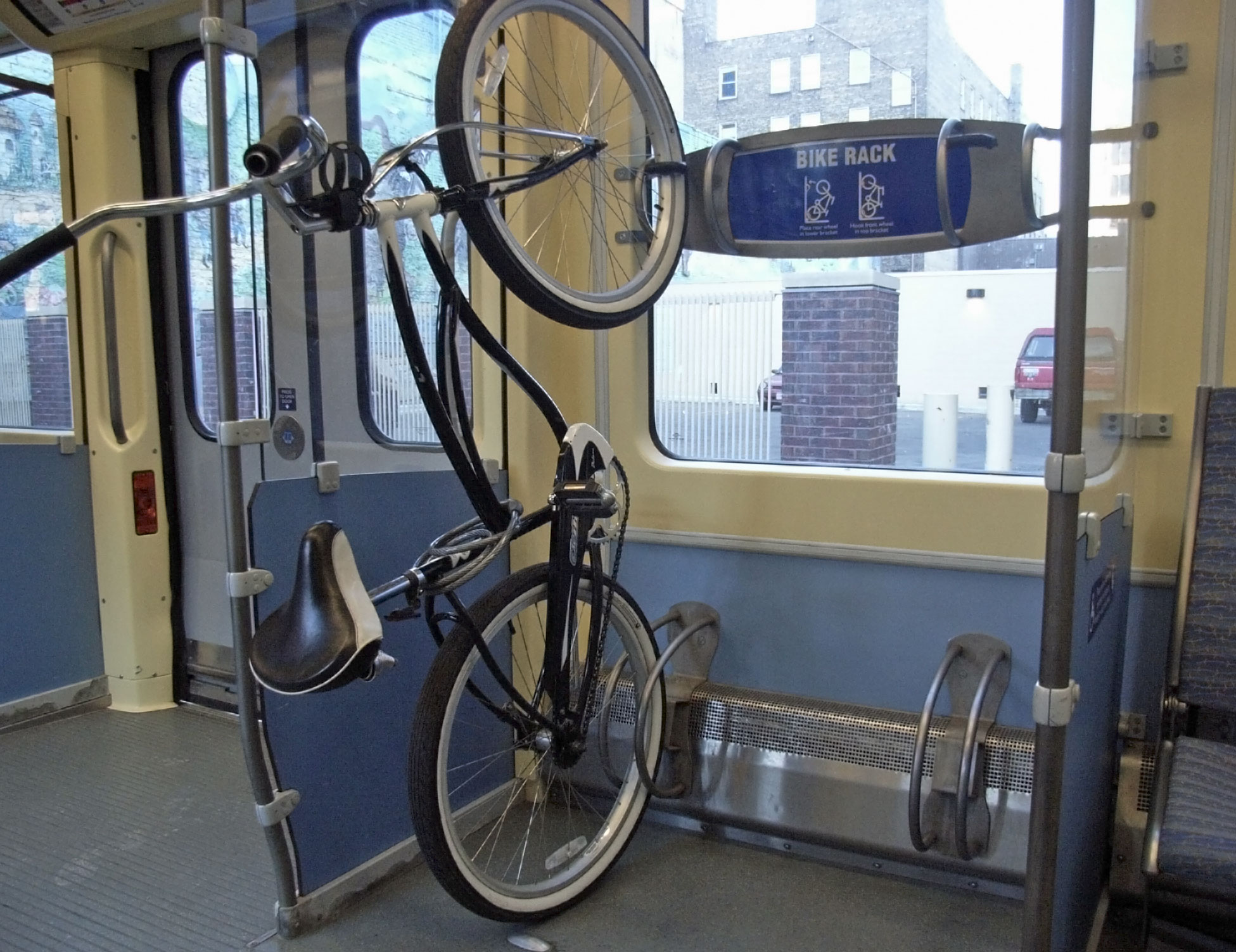
Tram in Minneapolis
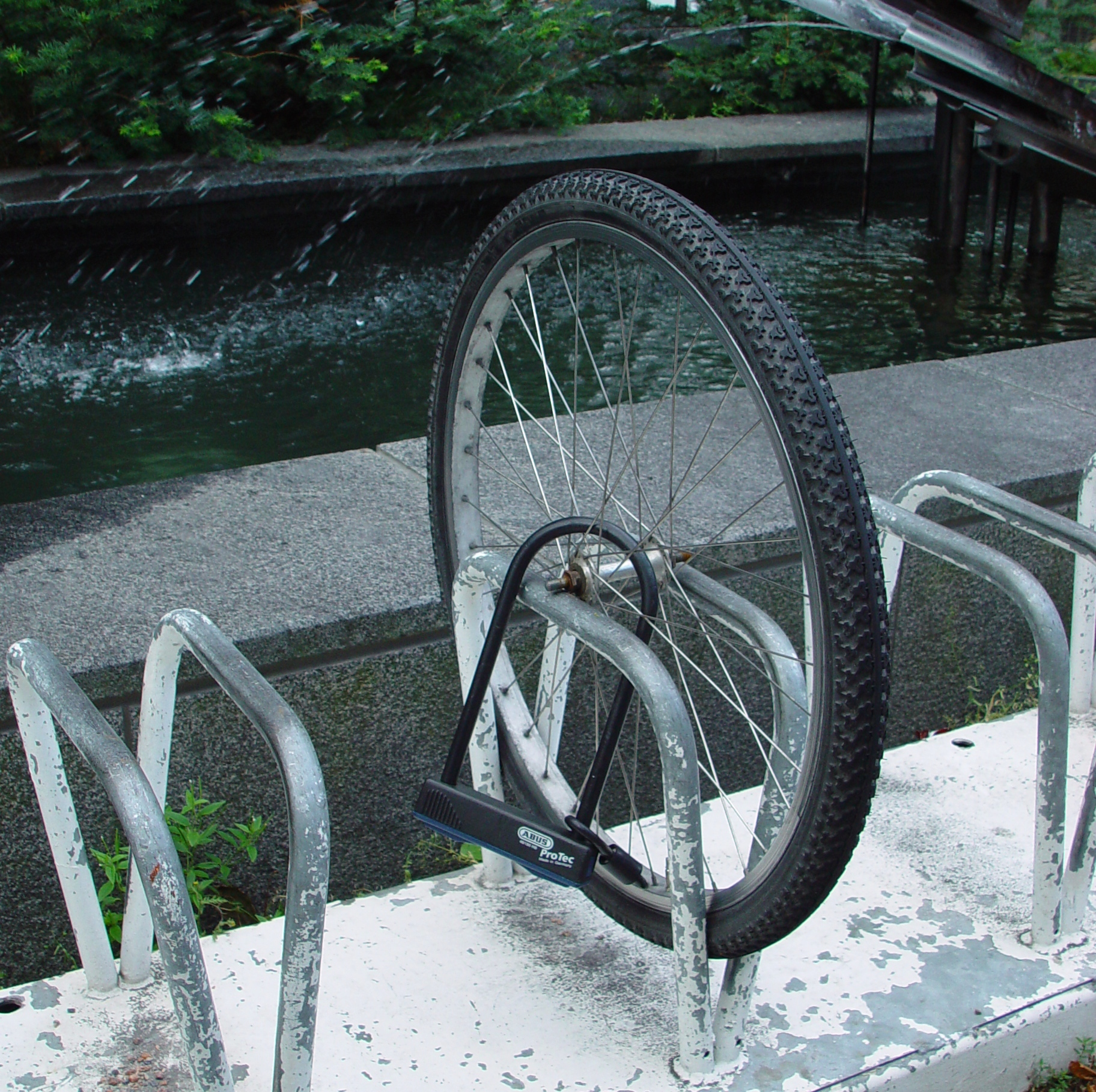
Fietsendiefstal